# هيلين كرابتري
هيلين كرابتري (بالإنجليزية: Helen Crabtree)‏ هي فارسة ‏ أمريكية، ولدت في 14 ديسمبر 1915، وتوفيت في 4 يناير 2002.